# Fielding H. Garrison

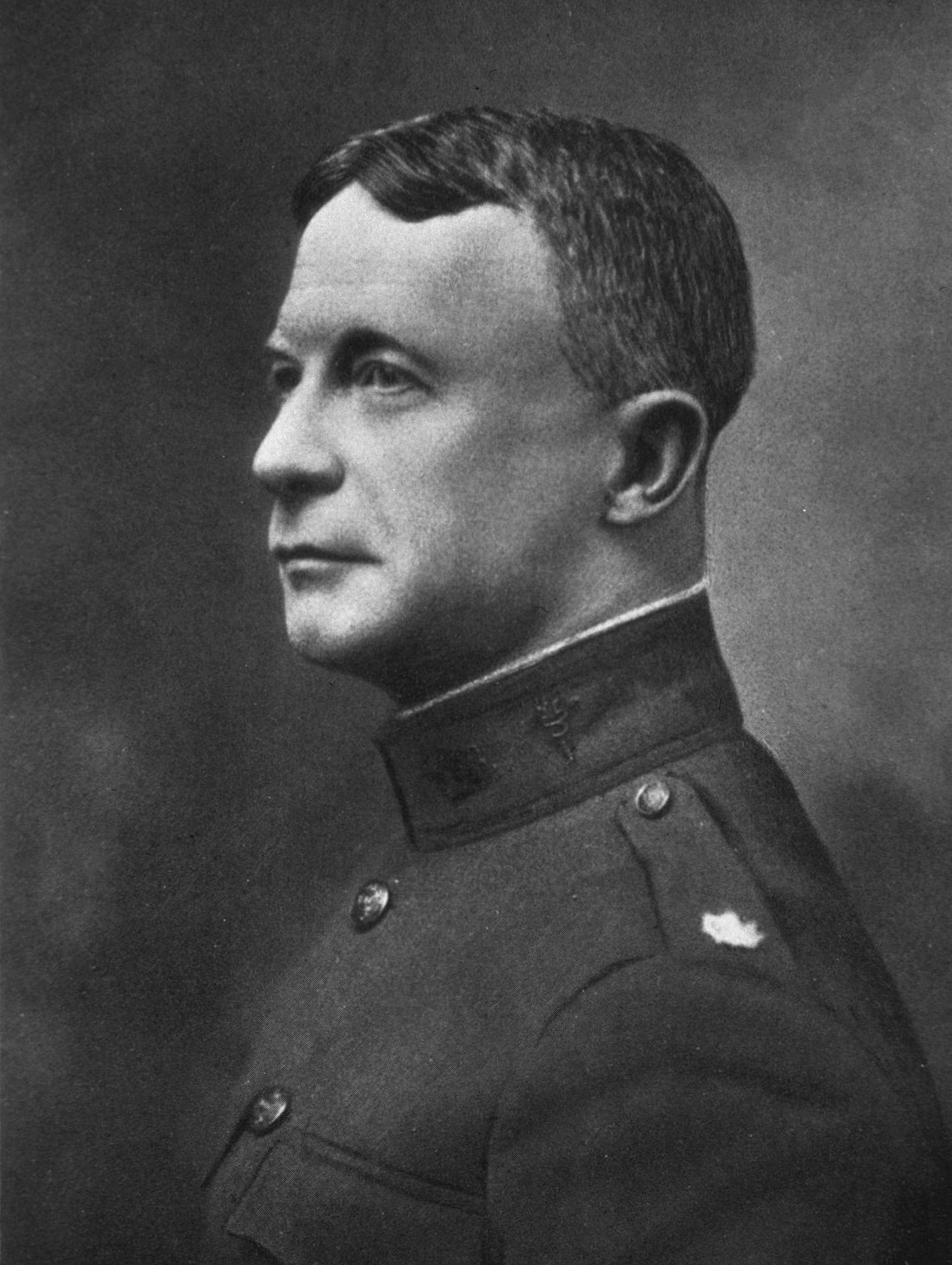
Fielding H. Garrison

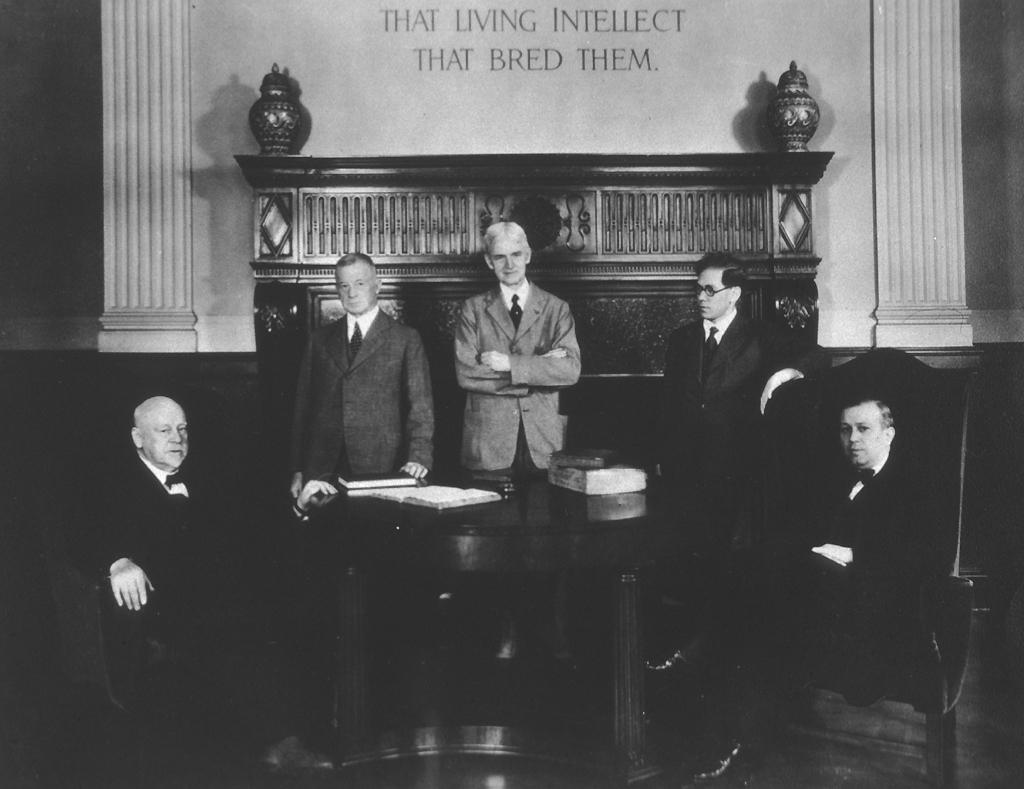
Von links nach rechts: William H. Welch, Fielding H. Garrison, John Rathbone Oliver, Owsei Temkin, Henry E. Sigerist. Baltimore 1933

Fielding Hudson Garrison (* 5. November 1870 in Washington, D.C.; †  18. April 1935 in Baltimore) war ein US-amerikanischer Bibliothekar und Medizinhistoriker.

## Leben und Wirken
Fielding H. Garrison war der Sohn eines Finanzbeamten. Seinen B.A.-Hochschulabschluss erhielt er 1890 von der Johns Hopkins University in Baltimore und seinen M.D.-Abschluss 1893 von der Georgetown University in Washington D.C.
In der Library of the Surgeon General’s Office arbeitete er ab 1891 zunächst als Sekretär, ab 1899 als Hilfsbibliothekar und ab 1912 als Haupt-Hilfsbibliothekar. Sein militärischer Rang war Major (1917), Lieutenant Colonel (1918) und Colonel (1920) im Medical Corps des Officers Reserve Corps. In enger Zusammenarbeit mit John Shaw Billings katalogisierte er medizinische Literatur und er wirkte bei der Zusammenstellung des Index-Catalogue of the Library of the Surgeon General’s Office mit. Von 1903 bis 1912 war er Mitherausgeber und von 1912 bis 1917 Herausgeber des Index Medicus. Von 1927 bis 1929 war er Mitherausgeber des Quarterly Cumulative Index Medicus.
Garrisons bekanntestes Werk ist seine Introduction to the history of medicine […], die ab 1913 in zahlreichen Auflagen erschien und 1921 ins Spanische übersetzt wurde. Von 1930 bis 1935 war er Bibliothekar der Welch Medical Library und Dozent am Institute of the History of Medicine an der Johns Hopkins University in Baltimore.

## Veröffentlichungen (Auswahl)
- Bone called „Luz“. With notes on medical allusions in the poems and literary remains of Samuel Butler. McGill University Library, New York 1910; archive.org.
- The historical collection of medical classics in the Library of the Surgeon-General’s-Office. American Medical Association, Chicago 1911; archive.org.
- John Shaw Billings. A Memoir. G. P. Putman’s Sons, New York & London 1915; archive.org.
- An introduction to the history of medicine with medical chronology, suggestions for study and bibliographic data. W. B. Saunders, Philadelphia 1913: archive.org; 2., verbesserte und erweiterte Auflage 1917: archive.org; 3., verbesserte und erweiterte Auflage 1921: archive.org. 4. Auflage ebenda: 1929. Nachdruck 1960.
  - Introducción a la historia de la medicina. Calpe, Madrid 1921 Band I archive.org, Band II archive.org.
  - An Epitome of Fielding H. Garrison’s History of Medicine. 1942; archive.org.
- Notes on the history of military medicine. Association of Military Surgeons, Washington 1922; archive.org.
- History of paediatrics. W. B. Saunders, Philadelphia 1923; archive.org.
- A medical tour in Europe. New York Academy of Medicine, New York 1930; archive.org.
- als Hrsg. mit Leslie T. Morton: Morton’s medical bibliography: an annotated check-list of texts illustrating the history of medicine. 2. Auflage. Grafton & Co., London 1954; 5. Auflage: Scolar Pr. [u. a.], Aldershot 1991.